# Wojciech Nowaczyk
Wojciech Grzegorz Nowaczyk (ur. 26 lutego 1941 w Radomsku, zm. 20 sierpnia 2016 w Chodzieży) – polski polityk, samorządowiec, poseł na Sejm II i III kadencji.

## Życiorys
Syn Feliksa i Walentyny. W 1970 ukończył studia na Wydziale Prawa Uniwersytetu im. Adama Mickiewicza. Przed 1989 był m.in. naczelnikiem Chodzieży. Pełnił funkcję posła na Sejm II i III kadencji wybranego z listy Sojuszu Lewicy Demokratycznej w okręgu pilskim. W latach 2002–2006 zajmował stanowisko burmistrza Chodzieży, w 2006 bezskutecznie ubiegał się o reelekcję (nowym burmistrzem w pierwszej turze głosowania został kandydat PO).
Został pochowany na cmentarzu parafialnym w Chodzieży.